# Baiburte
Baiburte (em turco: Bayburt) é uma cidade e distrito (em turco: ilçe) do nordeste da Turquia. É capital da província homónima e faz parte da região do Mar Negro. O distrito tem 2 655,4 km² de área e em 2021 tinha 48 036 habitantes (densidade: 18,1 hab./km²). Em 2012 tinha 61 354 habitantes, dos quais 35 947 moravam na cidade.
No passado foi conhecida como Baiberta (em arménio: Բայտբերդ; romaniz.: Baydbert) e Palperta (Palpert ou Palpertes).